# سرنجه (بروجرد)

سِرنجه روستایی است از توابع شهرستان بروجرد در استان لرستان. این روستا در دهستان دره‌صیدی در بخش مرکزی این شهرستان قرار دارد.

## جمعیت
بنابر سرشماری مرکز آمار ایران، جمعیت سرنجه در سال ۱۳۸۵ برابر با ۳۶۳ نفر بوده‌است که از این میان ۱۹۴ نفر مرد و بقیه زن بوده‌اند. این روستا ۸۹ خانوار دارد.